# Flughöhe
Unter Flughöhe versteht man die gemessene vertikale Höhe eines Luftfahrzeuges über einer bestimmten Bezugsfläche. Je nach Flugsituation kommen dabei unterschiedliche Bezugsflächen in Betracht. Die genaue Messung der Flughöhe ist für die Flugsicherheit von großer Bedeutung, um ausreichende Sicherheitsabstände zu anderen Luftfahrzeugen sowie Bodenhindernissen sicherstellen zu können.
Es ist international üblich, Flughöhen in Fuß (ft) anzugeben. Auch die Bezeichnung der Flugflächen entstammt dort der angezeigten Höhe in Fuß. In wenigen Ländern werden alle Flughöhenangaben in Meter ausgedrückt. In Deutschland ist nur im Segelflug, für Luftschiffe und Fallschirmspringer eine Höhenmessung in Meter üblich. 100 ft entsprechen 30,48 m.

## Begriffe
height (HGT)
ist die Höhe über GND (ground) (AGL), also über dem Boden. Mit height wird auch z. B. die Höhe eines Turmes angegeben.
altitude (ALT)
ist die Höhe über MSL, bzw. der Bezugshöhe (ELEV + HGT = ALT).
elevation (ELEV)
bezeichnet die Höhe des Bodens (GND) über der mittleren Meereshöhe (mean sea level, MSL). Bei Flugplätzen bezieht sich die Angabe auf den höchsten Bodenpunkt im Landebereich des Flugplatzes.
flight level (FL)
(deutsch Flugfläche) ist das Hundertstel der Höhe in Fuß, die dem augenblicklich vom Höhenmesser gemessenen Luftdruck über der Standardatmosphäre von 1013,25 hPa entspricht. Ein flight level entspricht also einer Isobare. Der Höhenmesser wird für die Anzeige von flight level-Höhen eingerichtet, indem der Bezugsluftdruck auf den Standardluftdruck (engl. standard pressure level) von 1013,25 hPa eingestellt wird.
transition altitude
(deutsch Übergangshöhe) bezeichnet in Deutschland eine Höhe, die 1640 m über MSL, mindestens aber 656 m über GND liegt. Diese wird im Steigflug erreicht. Eselsbrücke: Das „A“ in „Altitude“ ähnelt einem Pfeil nach oben. Hier beginnen die Flugflächen, daher muss der Pilot den Höhenmesser auf den Standardluftdruck 1013,25 hPa umstellen. In anderen Ländern können die Flugflächen schon bei niedrigeren Werten beginnen. Die transition altitude ist für den jeweiligen Flugplatz auf IFR-Karten vermerkt.
transition level
ist die Flugfläche oberhalb der transition altitude, bei der im Sinkflug der Höhenmesser wieder auf QNH umgestellt wird, um für den Landeanflug die tatsächliche Flughöhe anzuzeigen. Eselsbrücke: Das „L“ in „Level“ ähnelt einem Pfeil nach unten (mit viel Phantasie). Den aktuellen QNH-Wert erhält der Pilot über Funk von der Flugsicherung/Flugleitung, von einer automatischen Bandansage (ATIS) oder von einem Flugplatz in seiner Nähe. Zwischen der transition altitude und dem transition level liegen mindestens 328 m Abstand (transition layer). Daraus lässt sich ableiten: QNH größer 1013 hPa: TL 60, QNH von 983 bis 1013 hPa: TL 70, QNH kleiner 983 hPa: TL 80.
transition layer
bezeichnet die Höhendifferenz zwischen der transition altitude und dem transition level. Diese Höhendifferenz von meistens 328 m wird von größeren Flugzeugen für das handling, also Erledigung der Cockpitarbeiten wie QNH-Justierung usw., benötigt.

## Typische Flughöhen

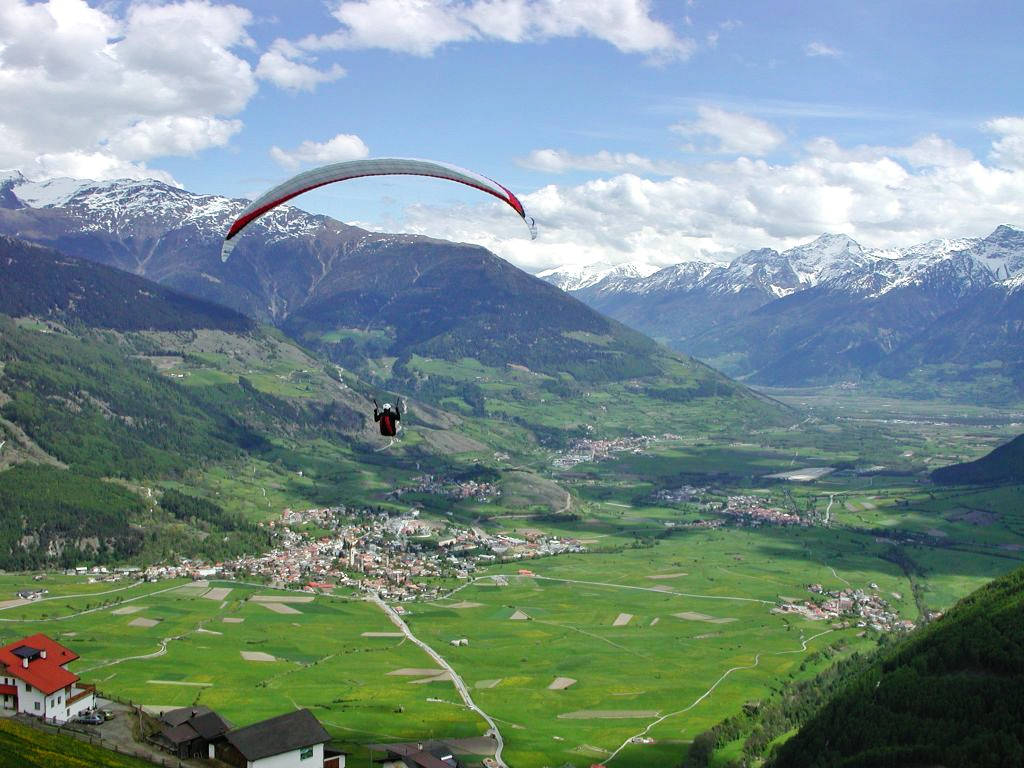
Fliegen zum Genuss der Landschaft: ein Gleitschirm einige hundert Meter über dem Talgrund

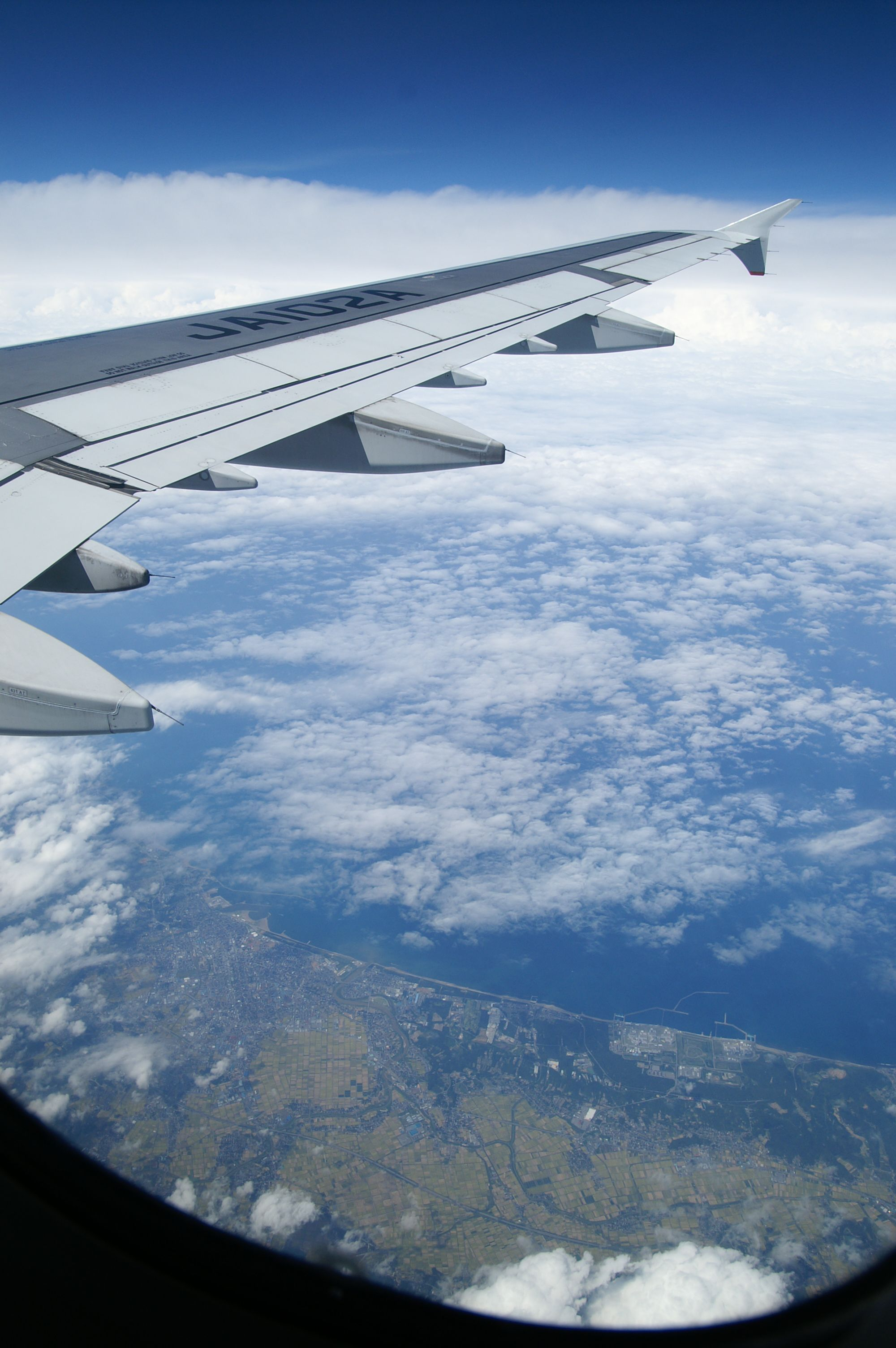
Verkehrsflugzeuge fliegen bevorzugt an oder über der Tropopause oberhalb des Wettergeschehens

Die folgende Übersicht, in welchen Flughöhen sich welche Luftfahrzeuge befinden, stellt keine Vorschriften oder festen Regeln dar, sondern dient nur dazu, dass der Laie sich eine ungefähre Vorstellung machen kann. Zur besseren Übersicht sind die Höhen in Meter über dem Erdboden (GND) angegeben und gelten in höheren Lagen nur bedingt.
| Höhe über GND         | Objekte in der Luft |
| --------------------- | --- |
| 0 m bis 100 m         | Vögel, Fledermäuse, Insekten, Drachen; gefesselte Ballons (auch zeppelinförmige) für Werbung, Beleuchtung, Kameras                                             |
| 150 m bis 1500 m      | Luftsportgeräte, Hängegleiter, Gleitschirme, Heißluftballone, Hubschrauber, Luftschiffe                                                                        |
| 1500 m bis 3000 m     | Kleinflugzeuge im Reiseflug, Segelflugzeuge im Streckenflug, Verkehrsflugzeuge in Warteschleifen zum Landeanflug                                               |
| 3000 m bis 5000 m     | Absprung von Fallschirmspringern (üblicherweise 4000 m), Geschäftsflugverkehr, manche Zugvögel                                                                 |
| 5000 m bis 10000 m    | Geschäftsflugverkehr, Düsenflugzeuge und Turbopropflugzeuge im Reiseflug (FL 150 bis FL 290)                                                                   |
| 10000 m bis 15000 m   | Düsenverkehrsflugzeuge im Reiseflug (FL 300 bis FL 450) |
| 15000 m bis > 18000 m | Überschallpassagierflugzeuge wie die Concorde und die Tupolew Tu-144. Sehr leichte, unbemannte von Solarzellen angetriebene Pseudo-Satelliten (Airbus Zephyr). |

Die Sicherheitsmindesthöhe für Luftfahrzeuge, die nur bei Start oder Landung unterschritten werden darf, beträgt in Deutschland:
- allgemein 150 m (500 ft) GND
- über Ortschaften oder großen Menschenansammlungen 300 m (1000 ft) über dem höchsten Hindernis in 600 m Umkreis

## Messung

Dieser Höhenmesser zeigt eine Höhe von 10.180 Fuß (3340 m) (dünner Zeiger: Zehntausender, kurzer Zeiger: Tausender, langer Zeiger: Hunderter). Der Bezugsdruck wird am Drehknopf links unten eingestellt und im kleinen Fenster rechts angezeigt (hier Standarddruck 29,92 Zoll Hg). Wegen der Einstellung auf Standarddruck kann die Anzeige auch als Flugfläche 102 (näherungsweise) interpretiert werden.

Die Flughöhe wird grundsätzlich mit dem barometrisch arbeitenden Höhenmesser (engl. altimeter) gemessen, wobei man sich den Umstand zunutze macht, dass der Luftdruck mit wachsender Höhe abnimmt. Da jedoch erstens unterschiedliche Bezugsflächen zur Höhenmessung genutzt werden und zweitens der Luftdruck sich nicht nur mit der Höhe, sondern auch mit dem Wetter ändert, besitzen Höhenmesser immer eine Einstellmöglichkeit für den Bezugsdruck (den Druck, bei dem sie die Höhe Null anzeigen würden).
Folgende Bezugsflächen für die Höhenmessung werden in der Luftfahrt angewendet:

### Bezug Erdoberfläche: height (HGT)
Es liegt nahe, als Bezugsfläche für die Höhenmessung den Erdboden heranzuziehen, um beispielsweise Sicherheitshöhen über dem Gelände und Bodenhindernissen einhalten zu können. Die Flughöhe über Grund (abgekürzt GND für ground oder auch SFC für surface) wird height (HGT) genannt. In der fliegerischen Praxis spielt diese Höhe nur in besonderen Fällen eine Rolle. Während eines Streckenfluges ändert sich die Höhe des darunterliegenden Geländes viel zu schnell, als dass eine solche Messung sinnvoll wäre. Der Bezugsdruck (QFE) müsste sehr häufig der Geländehöhe angepasst werden und wäre obendrein noch vom gerade durchflogenen Wetter abhängig.

### Bezug Meereshöhe: altitude (ALT)
Soll die Flughöhe unabhängig von der Höhe des überflogenen Geländes ermittelt werden, wird sie als Höhe über dem Meeresspiegel (MSL, mean sea level) ausgedrückt. Auch Hindernishöhen auf Flugkarten sind in Fuß über MSL angegeben, so dass Sicherheitshöhen eingehalten werden können. Die Höhe bezogen auf MSL wird altitude (ALT) genannt. Der jeweils einzustellende Bezugsdruck dafür, also der auf Meereshöhe umgerechnete aktuelle Luftdruckwert, wird als QNH bezeichnet. Er wird zumindest vor dem Abflug eingestellt, bei Streckenflügen in geringer Höhe muss die Einstellung regelmäßig an wetterbedingte lokale Luftdruckänderungen angepasst werden. Im Flug kann der jeweils aktuelle Wert Flugwetterberichten oder Landeinformationen von Flughäfen entnommen werden.

### Bezug auf Normaldruck: Flugflächen (FL)
Im hindernisfreien Luftraum ist die tatsächliche Höhe nicht mehr interessant, da ausreichende Abstände zu Bodenhindernissen in jedem Fall gegeben sind. Viel wichtiger ist es hier, eine auch vom Wettergeschehen unabhängige Bezugsgröße zu verwenden, um sicherzustellen, dass alle Luftfahrzeuge ihre Höhe nach demselben Bezugsdruck messen und vertikale Abstände zueinander zuverlässig eingehalten werden können. Als dieser einheitliche Bezugsdruck wurde der Normaldruck von 1013,25 hPa (entspricht 29,92 Inch Hg) festgelegt. Auf diesen Bezugswert wird der Höhenmesser beim Durchsteigen der sogenannten Übergangshöhe eingestellt – unabhängig  vom tatsächlich bestehenden Luftdruck. Der so gemessene Wert der Flughöhe wird nun nicht mehr als Höhe bezeichnet, sondern (durch 100 geteilt) als Flugfläche (FL, flight level): FL 120 entspricht einer Höhenmesseranzeige von 12.000 Fuß (3658 m) bezogen auf Normaldruck. Im Sinkflug wird der Höhenmesser beim Durchsinken der Übergangsfläche wieder auf den aktuellen meteorologischen Wert eingestellt.

### Messfehler
Die Anzeige eines barometrischen Höhenmessers folgt der Normatmosphäre. Da der Zusammenhang zwischen Druck und Höhe auch (geringfügig) von Temperatur und Wasserdampfgehalt der Luft abhängt, entsprechen die angezeigten Flughöhen nur selten exakt den tatsächlichen Werten. Da dieser Anzeigefehler jedoch minimal ist und außerdem für alle Flugzeuge gleich ausfällt, ist dies nicht kritisch.

### Andere Messmethoden

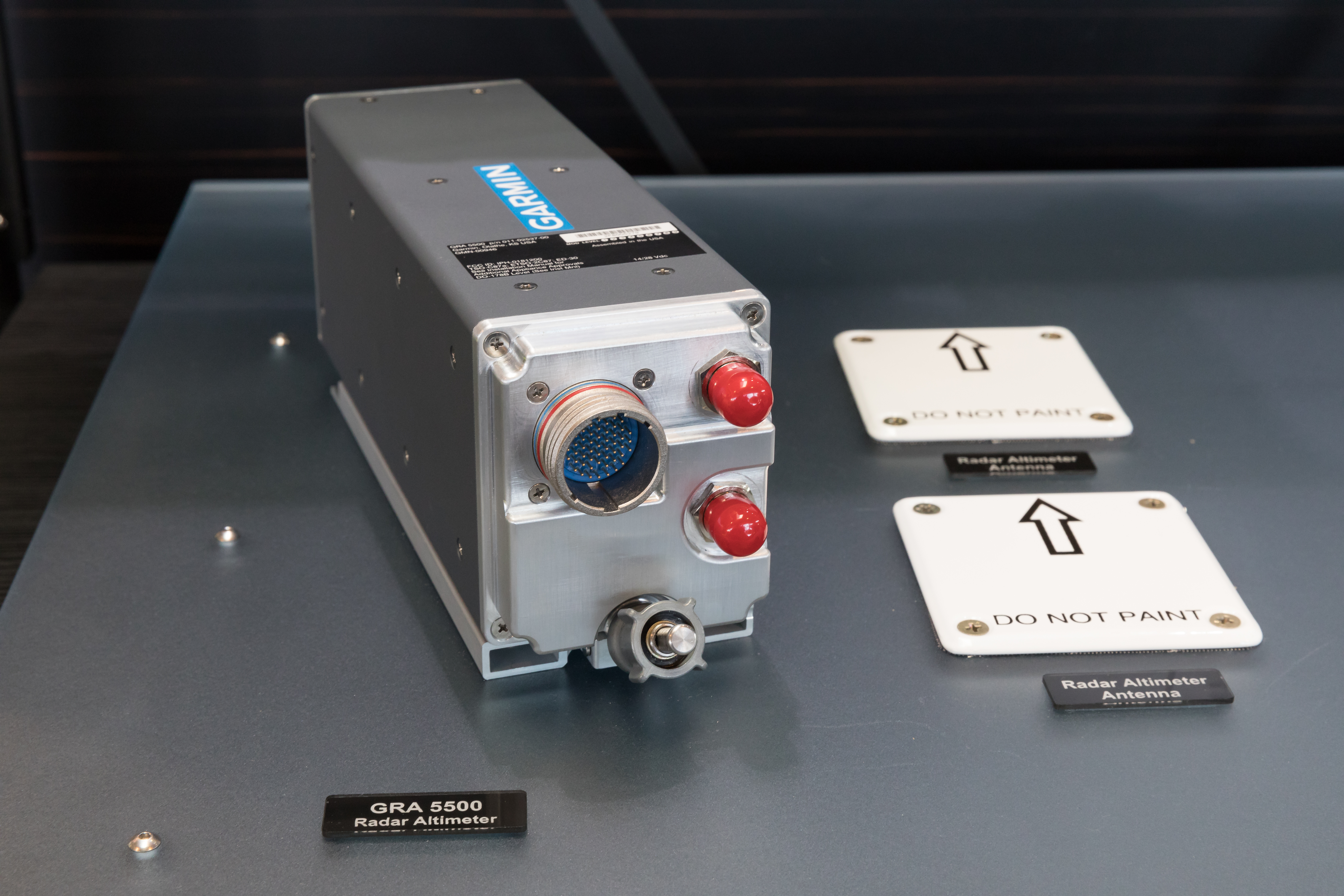
Radarhöhenmesser

Unter bestimmten Umständen wird eine direkte (und genaue) Höhenmessung über dem Boden (HGT) per Funksignal durchgeführt. Im Landeanflug mit Verkehrsflugzeugen wird beispielsweise die direkte Höhenbestimmung durch Funkhöhenmessung (Radar-Altimeter) als zusätzliche Information herangezogen. Nur bei den ILS-Kategorien (CAT) II und III wird die Entscheidungshöhe mittels eines Radarhöhenmessers gemessen.
Daneben kann die Flughöhe auch vom Boden aus mittels Radar festgestellt und dem Piloten per Sprechfunk übermittelt werden, meist allerdings nur durch militärische Radaranlagen.

## Gesundheitliche Aspekte
Der menschliche Organismus ist an das Leben auf dem Erdboden angepasst. Die beim Fliegen auftretenden Luftdruckbedingungen können daher problematisch werden:
- Der Druck des Mittelohres muss ständig dem Außendruck angepasst werden, um das Trommelfell entspannt zu halten. Dafür ist die Eustachi-Röhre zuständig, die bei Schluckvorgängen geöffnet wird. Ist diese Röhre, etwa infolge einer Erkrankung, zugeschwollen, dann kann der Ohr-Innendruck den Änderungen des Außendrucks beim Fliegen, insbesondere der schnellen Druckzunahme beim Sinkflug, nicht folgen, worauf der höhere Außendruck das Trommelfell nach innen spannt und heftige Schmerzen verursacht. Abhilfe kann das Valsalva-Manöver schaffen. Kauen und Lutschen helfen ebenfalls dabei, die Eustachi-Röhre möglichst oft zu öffnen.

- Ab Flughöhen von 2600 bis 3280 m MSL wird die Dichte der Atemluft so niedrig, dass mit einer zuverlässigen Versorgung des (untrainierten) menschlichen Organismus mit Sauerstoff nicht mehr gerechnet werden kann und entweder Sauerstoffgeräte oder Druckkabinen eingesetzt werden müssen. Bei besonders empfindlichen Personen können sogar schon bei 1640 m MSL (was etwa der Höhe des Feldbergs im Schwarzwald entspricht) Sauerstoffmangelerscheinungen auftreten.

## Sichtweite zum Horizont
Mit zunehmender Flughöhe rückt der aus dem Flugzeug beobachtete Horizont in immer größere Entfernung. Fliegt ein Flugzeug über dem Meer oder über einem flachen Gebiet, wie zum Beispiel über der Kalahari, wird die Sichtweite {\displaystyle s} wie folgt berechnet:
{\displaystyle s\approx 3{,}6\,{\text{km}}\cdot {\sqrt {h/{\text{m}}}}}
Hier muss die Flughöhe {\displaystyle h} in Metern eingegeben werden. Die Distanz {\displaystyle s} wird in Kilometern ausgedrückt. Fliegt ein Flugzeug in 900 Metern Höhe über flachem Grund, so liegt der Horizont in 108 Kilometern Entfernung. Dementsprechend beträgt die Sichtweite aus 10.000 Metern Höhe rund 360 Kilometer. Die Formel wird auch Horizontformel genannt.